# Ara (journal)
 (janvier 2023).
Si vous disposez d'ouvrages ou d'articles de référence ou si vous connaissez des sites web de qualité traitant du thème abordé ici, merci de compléter l'article en donnant les références utiles à sa vérifiabilité et en les liant à la section « Notes et références ».
Pour les articles homonymes, voir Ara.
Ara (« maintenant » en catalan) est un quotidien d'information en langue catalane édité à Barcelone. Paraissant chaque matin, il se destine aux lecteurs des Pays catalans (Catalogne, Îles Baléares, Communauté valencienne, Andorre). Ara a une diffusion de 13 000 exemplaires par jour et un tirage de 23 000 exemplaires (2016).
Il est considéré par de nombreux lecteurs comme une plate-forme du discours indépendantiste catalan

## Présentation
L'idée d'un nouveau média en catalan est avancée le 22 juillet 2010 sur le site Arafaremundiari.cat. Les locaux de la rédaction, situés au 119 de la rue de la Diputació à Barcelone, sont acquis au mois de septembre. Le 4 novembre, une présentation du nouveau quotidien est réalisée au palais de la musique catalane, en présence de personnalités du monde de la culture et de la politique. 
Le lancement intervient quelques mois plus tard, le 28 novembre 2010 — date qui coïncide avec les élections au parlement catalan. Le journal dispose d'un budget initial de 70 millions d'euros, et se donne pour objectif de vendre au moins 11 000 exemplaires par jour au cours de sa première année. 
Le principal actionnaire du journal est l'association Cultura 03, également propriétaire de plusieurs revues catalanophones (TimeOut Barcelona, Sàpiens...). Plusieurs industriels catalans sont également actionnaires, dont Artur Carulla, propriétaire du groupe agro-alimentaire Agrolimen, et Fernando Rodés, directeur exécutif de Havas (Media Planning Group). 
Le journal a pour ambition d'informer, de susciter des débats et de diffuser la langue et la culture catalanes. Il se positionne en concurrent direct du quotidien El Punt Avui (issu de la fusion de Avui et El Punt) et de l'édition en catalan de El Periódico de Catalunya. Proche des idées de Convergencia i Unió, cette publication se veut néanmoins indépendante de tout parti ou idéologie.
Depuis le 26 février 2012, Ara est également distribué dans les provinces de Castelló et de Valence. Son rayon d'action couvre désormais presque toutes les régions catalanophones.

## Journalistes
- Carles Capdevila[3]
- Mònica Terribas[4]
- Antoni Bassas